# Bidean nam Bian
Bidean nam Bian (gaélico escocés, se pronuncia ˈpitʲan nəm pian) es una montaña y munro que queda al sur de Glen Coe, en las Tierras Altas de Escocia (Reino Unido). Es el punto más alto del anterior condado de Argyll. Es una montaña compleja, con muchas crestas y picos subsidiarios, uno de los cuales, Stob Coire Sgreamhach, está clasificado como un munro separado.
Las características más notables de Bidean nam Bian son las famosas Tres hermanas de Glen Coe, tres crestas muy empinadas que se extienden al norte hacia el Glen. Dos de las hermanas Gearr Aonach (Cresta corta) y Aonach Dubh (Cresta negra) convergen en Stob Coire nan Lochan, un pico subsidiario de 1.115 m s. n. m. de Bidean nam Bian que queda alrededor de 1 km al noreste de la cumbre verdadera. La última herman, la más al este, Beinn Fhada (Colina larga), se une al macizo de Bidean nam Bian en la cumbre de Stob Coire Sgreamhach.
Beinn Fhada está separada de Gearr Aonach por un glen (valle) conocido como Coire Gabhail. Esto se traduce como "Valle de captura", no obstante el valle es más conocido normalmente como Hidden o Lost Valley (respectivamente, valle escondido y perdido). Cualquiera de los dos nombres puede considerarse apropiado puesto que se cree que en tiempos anteriores el valle fue usado por miembros del Clan Macdonald para esconder ganado robado. El valle es ideal para este propósito puesto que está bloqueado por un  deslizamiento glaciar, y desde Glen Coe parece ser una garganta estrecha. De hecho, una vez pasado el deslizamiento el suelo del valle es ancho y plano - ideal para el ganado. El sendero desde Glen Coe a través de la garganta hacia Coire Gabhail es un paseo popular de alrededor de 4 km en total, aunque en algunos puntos es agreste.

## Rutas de ascenso
Hay varias rutas para subir a Bidean nam Bian. Uno puede continuar desde el valle escondido, alcanzando la principal crestería a través de un sendero en zig-zag que sube por un pedregal a la cabeza del circo. Desde aquí uno puede también subir Stob Coire Sgreamhach que queda a solo alrededor de medio kilómetro al sureste.
Otras rutas incluyen el ascenso de Stob Coire nan Lochan y luego usar la cresta de conexión para alcanzar la cumbre principal, o ascender a través de Allt Coire nam Beitheach y siguiendo cualquiera de las ramas del arroyo para alcanza rla principal cresta a cualquier lado del pico subsidiario de Stob Coire nam Beith, que queda alrededor de un kilómetro al oeste de la cumbre principal.
Todas las rutas anteriores empiezan en Glen Coe, y pueden entonces combinarse para permitir una travesía de la montaña. Debido a la accesibilidad de Bidean desde el norte, las rutas de la cara sur son usadas con mucha menor frecuencia.